# Galina Bystrova
Pour les articles homonymes, voir Bystrova.
Galina Petrovna Bystrova (en russe : Галина Петровна Быстрова), née Dolchenkova le 8 février 1934 à Nakhitchevan et décédée le 11 octobre 1999, est une athlète soviétique. Elle a été sacrée trois fois championne d'Europe : une fois sur 80 m haies et deux fois au pentathlon.

## Carrière
Après avoir remporté le titre national sur 80 m haies sous son nom de jeune fille en 1955, elle courut sous le nom de Galina Bystrova dès 1956. Cette année-là, elle terminait troisième des championnats d'Union soviétique. Aux Jeux olympiques d'été de 1956 à Melbourne, elle se classait quatrième dans le même temps que la médaillée de bronze, l'Australienne Norma Thrower.
De 1957 à 1958, elle était championne d'URSS sur 80 m haies et au pentathlon en 1957 et 1958. Aux championnats d'Europe de 1958 à Stockholm, elle remportait le pentathlon avec 4733 points (4215 selon les tabelles actuelles) devant sa compatriote Nina Vinogradova et l'Allemande Edeltraud Eiberle. Le jour suivant, elle remportait le titre sur 80 m haies devant deux Allemandes Zenta Kopp (RFA) et Gisela Birkemeyer (RDA).
Aux Jeux olympiques d'été de 1960 à Rome, Galina Bystrova se classa cinquième sur les haies. Deux ans plus tard, aux championnats d'Europe, elle terminait seulement sixième sur les haies mais défendait avec succès son titre au pentathlon. Elle le remporta avec 4833 points (4312) devant la Française Denise Guénard et l'Allemande Helga Hoffmann. Aux quatrième et cinquième place se classaient les futures championnes olympiques  Ingrid Becker et Mary Peters.
Pour la première compétition de pentathlon féminin aux jeux, en 1964 à Tokyo, la Soviétique Irina Press remportait le titre devant la Britannique Mary Rand. Bystrova remportait le bronze devant Mary Peters. Elle remportait ainsi sa seule médaille olympique en trois participations.
Par la suite, elle ne prit plus part à des compétitions internationales, même si elle terminait encore troisième du pentathlon des championnats d'URSS en 1968.

## Palmarès

### Jeux olympiques d'été
- Jeux olympiques de 1956 à Melbourne ( Australie)
  - 4e sur 80 m haies
- Jeux olympiques de 1960 à Rome ( Italie)
  - 5e sur 80 m haies
- Jeux olympiques de 1964 à Tokyo ( Japon)
  -  Médaille de bronze au pentathlon

### Championnats d'Europe d'athlétisme
- Championnats d'Europe d'athlétisme de 1958 à Stockholm ( Suède)
  -  Médaille d'or sur 80 m haies
  -  Médaille d'or au pentathlon
- Championnats d'Europe d'athlétisme de 1962 à Belgrade ( Yougoslavie)
  - 6e sur 80 m haies
  -  Médaille d'or au pentathlon